# Lista över fornlämningar i Södertälje kommun (Södertälje)
Lista över fornlämningar i Södertälje kommun (Södertälje) är en förteckning av ett urval av de fornlämningar som finns i Södertälje i Södertälje kommun.
| Namn                                               | Lämningstyp                      | Tillkomsttid       | Historisk indelning      | Plats                  | Läge                 | ID-nr          | Bild                                      |
| -------------------------------------------------- | -------------------------------- | ------------------ | ------------------------ | ---------------------- | -------------------- | -------------- | ----------------------------------------- |
| Södertälje 7:1                                     | Stensättning                     |                    | Södertälje, Södermanland |                        | 59.217583, 17.571231 | 10009800070001 | Ladda upp en bild av detta fornminne      |
| Södertälje 10:1                                    | Stensättning                     |                    | Södertälje, Södermanland |                        | 59.215778, 17.572889 | 10009800100001 | Ladda upp en bild av detta fornminne      |
| Södertälje 19:1                                    | Stensättning                     |                    | Södertälje, Södermanland |                        | 59.195593, 17.569790 | 10009800190001 | Ladda upp en bild av detta fornminne      |
| Södertälje 19:2                                    | Stensättning                     |                    | Södertälje, Södermanland |                        | 59.195657, 17.569653 | 10009800190002 | Ladda upp en bild av detta fornminne      |
| Södermanlands runinskrifter 344 (Södertälje 22:1)  | Runristning                      |                    | Södertälje, Södermanland | Kiholm                 | 59.238211, 17.594972 | 10009800220001 | Ladda upp en till bild av detta fornminne |
| Södertälje 24:1                                    | Gravfält                         |                    | Södertälje, Södermanland |                        | 59.219889, 17.596878 | 10009800240001 | Ladda upp en bild av detta fornminne      |
| Södertälje 29:1                                    | Röse                             |                    | Södertälje, Södermanland |                        | 59.230952, 17.602546 | 10009800290001 | Ladda upp en bild av detta fornminne      |
| Södertälje 33:1                                    | Gravfält                         |                    | Södertälje, Södermanland |                        | 59.223336, 17.566591 | 10009800330001 | Ladda upp en bild av detta fornminne      |
| Södertälje 34:1                                    | Stensättning                     |                    | Södertälje, Södermanland |                        | 59.223695, 17.567440 | 10009800340001 | Ladda upp en bild av detta fornminne      |
| Södertälje 40:1                                    | Stensättning                     |                    | Södertälje, Södermanland |                        | 59.188911, 17.561963 | 10009800400001 | Ladda upp en bild av detta fornminne      |
| Södertälje 41:1                                    | Gravfält                         |                    | Södertälje, Södermanland |                        | 59.189124, 17.559786 | 10009800410001 | Ladda upp en bild av detta fornminne      |
| Södertälje 42:1                                    | Gravfält                         |                    | Södertälje, Södermanland |                        | 59.188663, 17.557195 | 10009800420001 | Ladda upp en bild av detta fornminne      |
| Södertälje 44:1                                    | Stensättning                     |                    | Södertälje, Södermanland |                        | 59.185015, 17.582401 | 10009800440001 | Ladda upp en bild av detta fornminne      |
| Södertälje 44:2                                    | Husgrund, förhistorisk/medeltida |                    | Södertälje, Södermanland |                        | 59.184993, 17.582032 | 10009800440002 | Ladda upp en bild av detta fornminne      |
| Södertälje 45:1                                    | Gravfält                         |                    | Södertälje, Södermanland |                        | 59.185442, 17.578980 | 10009800450001 | Ladda upp en bild av detta fornminne      |
| Södertälje 46:1                                    | Fornborg                         | Folkvandringstiden | Södertälje, Södermanland |                        | 59.179689, 17.564737 | 10009800460001 | Ladda upp en till bild av detta fornminne |
| Södertälje 51:1                                    | Gravfält                         |                    | Södertälje, Södermanland |                        | 59.183806, 17.575090 | 10009800510001 | Ladda upp en bild av detta fornminne      |
| Södertälje 52:1                                    | Hög                              |                    | Södertälje, Södermanland |                        | 59.183359, 17.576393 | 10009800520001 | Ladda upp en bild av detta fornminne      |
| Södertälje 54:1                                    | Gravfält                         |                    | Södertälje, Södermanland |                        | 59.184254, 17.570119 | 10009800540001 | Ladda upp en bild av detta fornminne      |
| Södertälje 55:1                                    | Gravfält                         |                    | Södertälje, Södermanland |                        | 59.183966, 17.589006 | 10009800550001 | Ladda upp en bild av detta fornminne      |
| Södertälje 58:1                                    | Gravfält                         |                    | Södertälje, Södermanland |                        | 59.192408, 17.586363 | 10009800580001 | Ladda upp en bild av detta fornminne      |
| Södertälje 62:1                                    | Stensättning                     |                    | Södertälje, Södermanland |                        | 59.187046, 17.590971 | 10009800620001 | Ladda upp en bild av detta fornminne      |
| Södertälje 62:2                                    | Stensättning                     |                    | Södertälje, Södermanland |                        | 59.187008, 17.591190 | 10009800620002 | Ladda upp en bild av detta fornminne      |
| Södertälje 64:1                                    | Stensättning                     |                    | Södertälje, Södermanland |                        | 59.183346, 17.590345 | 10009800640001 | Ladda upp en bild av detta fornminne      |
| Södertälje 64:2                                    | Stensättning                     |                    | Södertälje, Södermanland |                        | 59.183199, 17.590699 | 10009800640002 | Ladda upp en bild av detta fornminne      |
| Södertälje 65:1                                    | Stensättning                     |                    | Södertälje, Södermanland |                        | 59.189039, 17.594522 | 10009800650001 | Ladda upp en bild av detta fornminne      |
| Södertälje 65:2                                    | Stensättning                     |                    | Södertälje, Södermanland |                        | 59.189103, 17.594696 | 10009800650002 | Ladda upp en bild av detta fornminne      |
| Södertälje 71:1                                    | Stensättning                     |                    | Södertälje, Södermanland |                        | 59.189675, 17.583555 | 10009800710001 | Ladda upp en bild av detta fornminne      |
| Södertälje 73:1                                    | Stensättning                     |                    | Södertälje, Södermanland |                        | 59.215760, 17.571242 | 10009800730001 | Ladda upp en bild av detta fornminne      |
| Södertälje 78:1                                    | Hög                              |                    | Södertälje, Södermanland |                        | 59.213824, 17.584765 | 10009800780001 | Ladda upp en bild av detta fornminne      |
| Södertälje 79:1                                    | Stensättning                     |                    | Södertälje, Södermanland |                        | 59.216056, 17.576980 | 10009800790001 | Ladda upp en bild av detta fornminne      |
| Södertälje 87:1                                    | Stensättning                     |                    | Södertälje, Södermanland |                        | 59.222453, 17.572520 | 10009800870001 | Ladda upp en bild av detta fornminne      |
| Södertälje 89:1                                    | Stensättning                     |                    | Södertälje, Södermanland |                        | 59.217255, 17.583789 | 10009800890001 | Ladda upp en bild av detta fornminne      |
| Södertälje 89:2                                    | Stensättning                     |                    | Södertälje, Södermanland |                        | 59.216843, 17.583756 | 10009800890002 | Ladda upp en bild av detta fornminne      |
| Södertälje 93:1                                    | Stensättning                     |                    | Södertälje, Södermanland |                        | 59.221384, 17.595546 | 10009800930001 | Ladda upp en bild av detta fornminne      |
| Södertälje 95:1                                    | Stensättning                     |                    | Södertälje, Södermanland |                        | 59.189097, 17.584910 | 10009800950001 | Ladda upp en bild av detta fornminne      |
| Södertälje 95:2                                    | Stensättning                     |                    | Södertälje, Södermanland |                        | 59.189142, 17.584699 | 10009800950002 | Ladda upp en bild av detta fornminne      |
| Södertälje 96:1                                    | Stensättning                     |                    | Södertälje, Södermanland |                        | 59.191384, 17.596808 | 10009800960001 | Ladda upp en bild av detta fornminne      |
| Södertälje 98:1                                    | Stensättning                     |                    | Södertälje, Södermanland |                        | 59.190004, 17.584990 | 10009800980001 | Ladda upp en bild av detta fornminne      |
| Södertälje 100:1                                   | Stensättning                     |                    | Södertälje, Södermanland |                        | 59.231935, 17.570831 | 10009801000001 | Ladda upp en bild av detta fornminne      |
| Södertälje 101:1                                   | Stensättning                     |                    | Södertälje, Södermanland |                        | 59.206304, 17.596091 | 10009801010001 | Ladda upp en bild av detta fornminne      |
| Södertälje 101:2                                   | Stensättning                     |                    | Södertälje, Södermanland |                        | 59.206182, 17.596339 | 10009801010002 | Ladda upp en bild av detta fornminne      |
| Södertälje 103:1                                   | Stensättning                     |                    | Södertälje, Södermanland |                        | 59.200870, 17.594613 | 10009801030001 | Ladda upp en bild av detta fornminne      |
| Sö 311-313/Holmfastristningen (Södertälje 104:1)   | Runristning                      |                    | Södertälje, Södermanland | vid gamla Turingevägen | 59.196031, 17.613378 | 10009801040001 | Ladda upp en till bild av detta fornminne |
| Södermanlands runinskrifter 308 (Södertälje 105:1) | Runristning                      |                    | Södertälje, Södermanland | vid Järnavägen         | 59.192696, 17.626094 | 10009801050001 | Ladda upp en till bild av detta fornminne |
| Södermanlands runinskrifter 307 (Södertälje 106:1) | Runristning                      |                    | Södertälje, Södermanland | Igelsta kvarn          | 59.191734, 17.616318 | 10009801060001 | Ladda upp en till bild av detta fornminne |
| Södertälje 109:1                                   | Stensättning                     |                    | Södertälje, Södermanland |                        | 59.188656, 17.651133 | 10009801090001 | Ladda upp en bild av detta fornminne      |
| Södertälje 126:1                                   | Stensättning                     |                    | Södertälje, Södermanland |                        | 59.199971, 17.579825 | 10009801260001 | Ladda upp en bild av detta fornminne      |
| Södertälje 149:1                                   | Hällristning                     |                    | Södertälje, Södermanland |                        | 59.216757, 17.584055 | 10009801490001 | Ladda upp en bild av detta fornminne      |
| Södertälje 149:2                                   | Hällristning                     |                    | Södertälje, Södermanland |                        | 59.216633, 17.583838 | 10009801490002 | Ladda upp en bild av detta fornminne      |
| Södertälje 151:1                                   | Stensättning                     |                    | Södertälje, Södermanland |                        | 59.231392, 17.593001 | 10009801510001 | Ladda upp en bild av detta fornminne      |
| Södertälje 152:1                                   | Stensättning                     |                    | Södertälje, Södermanland |                        | 59.202353, 17.596762 | 10009801520001 | Ladda upp en bild av detta fornminne      |
| Södertälje 154:2                                   | Röse                             |                    | Södertälje, Södermanland |                        | 59.228702, 17.571835 | 10009801540002 | Ladda upp en bild av detta fornminne      |
| Södertälje 154:3                                   | Stensättning                     |                    | Södertälje, Södermanland |                        | 59.228651, 17.571500 | 10009801540003 | Ladda upp en bild av detta fornminne      |
| Södertälje 155:1                                   | Gravfält                         |                    | Södertälje, Södermanland |                        | 59.220884, 17.581595 | 10009801550001 | Ladda upp en bild av detta fornminne      |
| Södertälje 155:2                                   | Stensättning                     |                    | Södertälje, Södermanland |                        | 59.220220, 17.581138 | 10009801550002 | Ladda upp en bild av detta fornminne      |
| Södertälje 155:3                                   | Stensättning                     |                    | Södertälje, Södermanland |                        | 59.221414, 17.581819 | 10009801550003 | Ladda upp en bild av detta fornminne      |
| Södertälje 155:4                                   | Stensättning                     |                    | Södertälje, Södermanland |                        | 59.221266, 17.582947 | 10009801550004 | Ladda upp en bild av detta fornminne      |
| Södertälje 155:5                                   | Gravfält                         |                    | Södertälje, Södermanland |                        | 59.221396, 17.584168 | 10009801550005 | Ladda upp en bild av detta fornminne      |
| Södertälje 155:6                                   | Stensättning                     |                    | Södertälje, Södermanland |                        | 59.221608, 17.583817 | 10009801550006 | Ladda upp en bild av detta fornminne      |
| Södertälje 155:7                                   | Stensättning                     |                    | Södertälje, Södermanland |                        | 59.221724, 17.583790 | 10009801550007 | Ladda upp en bild av detta fornminne      |
| Södertälje 155:8                                   | Stensättning                     |                    | Södertälje, Södermanland |                        | 59.221657, 17.583342 | 10009801550008 | Ladda upp en bild av detta fornminne      |
| Södertälje 155:9                                   | Stensättning                     |                    | Södertälje, Södermanland |                        | 59.221293, 17.585224 | 10009801550009 | Ladda upp en bild av detta fornminne      |
| Södertälje 155:10                                  | Stensättning                     |                    | Södertälje, Södermanland |                        | 59.221120, 17.585794 | 10009801550010 | Ladda upp en bild av detta fornminne      |
| Södertälje 156:1                                   | Stensättning                     |                    | Södertälje, Södermanland |                        | 59.220980, 17.586968 | 10009801560001 | Ladda upp en bild av detta fornminne      |
| Södertälje 156:2                                   | Stensättning                     |                    | Södertälje, Södermanland |                        | 59.220980, 17.586968 | 10009801560002 | Ladda upp en bild av detta fornminne      |
| Södertälje 156:3                                   | Stensättning                     |                    | Södertälje, Södermanland |                        | 59.220980, 17.586968 | 10009801560003 | Ladda upp en bild av detta fornminne      |
| Södertälje 182                                     | Stensättning                     |                    | Södertälje, Södermanland |                        | 59.214646, 17.582274 | 12000000133618 | Ladda upp en bild av detta fornminne      |
| Karlsborg (Östertälje 220:1)                       | Borg                             |                    | Södertälje, Södermanland |                        | 59.218064, 17.610053 | 10012402200001 | Ladda upp en till bild av detta fornminne |
| Östertälje 228:1                                   | Begravningsplats                 |                    | Södertälje, Södermanland |                        | 59.196748, 17.632776 | 10012402280001 | Ladda upp en till bild av detta fornminne |